# Carl Legien
Carl Rudolf Legien, född 1 december 1861 i Marienburg (Västpreussen), död 26 december 1920 i Berlin, var en tysk fackföreningsledare och riksdagsledamot.
Legien växte upp på ett barnhus i Thorn från sex års ålder sedan föräldrarna avlidit. Han gick sedan i lära för att bli svarvare och gjorde 1881-1884 militärtjänst. Han arbetade sedan som svarvargesäll i Berlin, Frankfurt am Main och i Deutz utanför Köln innan han slog sig ner i Hamburg. Han gick med i SPD och senare i Hamburgs svarvarfackförbund.
1886 blev han fackföreningsfunktionär och snart en av den socialistiska fackföreningsrörelsens centralfigurer. Legien tog efter socialistlagens upphävande initiativ till skapandet de tyska fackföreningarnas generalkommission (Generalkommission der Gewerkschaften Deutschlands) 1890, och var även dess ordförande, även sedan den 1919 ombildats till Allgemeiner Deutscher Gewerkschaftsbund. Legien, som tillhörde riksdagen 1893-1898 och 1903-1920 företrädde en moderat socialdemokratisk politik. Hans energiska ledning under generalstrejken 1920 möjliggjorde ett snabbt slut på Kappkuppen.
Legien var även ordförande det för det internationella fackföreningsförbundet. Legien var också ledare för förhandlingarna som ledde fram till Stinnes-Legien-avtalet. Avtalet gjorde att fackföreningarna för första gången erkändes som representanter av arbetsgivarna och att åtta timmars arbetsdag infördes.
Wohnstadt Carl Legien i Prenzlauer Berg har fått sitt namn efter honom liksom flera gator runt om i Tyskland.